# Kiyonao Ichiki
Kiyonao Ichiki (一木 清直 Ichiki Kiyonao?,  16 de octubre de 1892-21 de agosto de 1942) fue un coronel del Ejército Imperial Japonés durante la Segunda Guerra Mundial.

## Biografía

### Nacimiento y primeros años
Natural de la prefectura de Shizuoka, Ichiki se graduó en la 28.ª promoción de la Academia del Ejército Imperial Japonés en 1916. Posteriormente completó dos cursos como instructor en la Escuela de Infantería del Ejército Imperial en Chiba.

### Guerra en China
Tras ser ascendido a (comandante) de infantería en 1934, Ichiki fue destinado al Ejército de Guarnición de China en 1936, como comandante de un batallón del 1.er Regimiento de Infantería. El 7 de julio de 1937, el ejército japonés llevó a cabo unas maniobras con fuego real cerca del río Yongding. La guarnición china respondió con unas breves e inefectivas rondas de artillería. A la mañana siguiente, y alegando la desaparición de un soldado, Ichiki ordenó un ataque inmediato en Wanping, comenzando las hostilidades que desembocarían en la segunda guerra sino-japonesa.
Tras este incidente, Ichiki fue enviado de vuelta a Japón, donde serviría como instructor en diferentes escuelas de logística y equipamiento militar desde 1938 hasta 1940.

### Campaña del Pacífico
Con el comienzo de la Guerra del Pacífico, Ichiki fue ascendido a coronel, otorgándole el mando del 28.º Regimiento de infantería, de la 7.ª División y con la misión de asaltar y ocupar el atolón de Midway. La derrota de la armada japonesa en la batalla de Midway en junio de 1942 canceló finalmente esta operación. Dos meses después, en agosto, Ichiki y su regimiento fueron transferidos al 17.º Ejército, en el frente sur, con base en Truk, en las Islas Carolinas. 
Tras los desembarcos aliados en Guadalcanal, en las islas Salomón, se le asignó la misión de desembarcar en Guadalcanal,  retomar el aeródromo capturado y expulsar a los aliados de las islas. Para ello, se organizó el 'Destacamento Ichiki', formado por el 2.º Batallón más algunas unidades de artillería e ingenieros del regimiento. 
El 19 de agosto, seis destructores japoneses trasportaron a Ichiki y sus 916 hombres desde Truk, desembarcando en Punta Taivu, Guadalcanal. Las órdenes de Ichiki consistían en establecer una cabeza de playa y esperar la llegada del resto de efectivos del 28.º Regimiento, pero tras encontrar la playa desierta y la isla aparentemente poco defendida, Ichiki subestimó fatalmente el número de fuerzas enemigos, y tras dejar un pequeño contingente de 125 hombres en retaguardia, avanzó con el resto de su destacamento para realizar un asalto frontal nocturno sobre posiciones americanas. Sin embargo, su afán por aprovechar el factor sorpresa fue inútil, ya que los Marines estaban al tanto del desembarco y de sus intenciones, y fuertemente atrincherados. El 21 de agosto, el destacamento Ichiki fue prácticamente aniquilado en la Batalla de Tenaru.
Aunque no se sabe a ciencia cierta si Ichiki murió en combate o se suicidó tras la derrota, si es seguro que falleció junto a la casi totalidad de sus hombres en aquella batalla. A pesar de la derrota, fue ascendido de manera póstuma a General de brigada.